# Агордо
Агордо (итал. Agordo) је насеље у Италији у округу Белуно, региону Венето.
Према процени из 2011. у насељу је живело 3861 становника. Насеље се налази на надморској висини од 619 м.

## Становништво
Према резултатима пописа становништва 2011. у општини је живело 4.249 становника.
| 1931. | 1936. | 1951. | 1961. | 1971. | 1981. | 1991. | 2001. | 2011. |
| ----- | ----- | ----- | ----- | ----- | ----- | ----- | ----- | ----- |
| 3.354 | 3.119 | 3.516 | 3.522 | 3.703 | 4.315 | 4.343 | 4.281 | 4.249 |

## Партнерски градови
- Цуљијано
- Доломје